# والتر همپدن
والتر همپدن (انگلیسی: Walter Hampden; ۳۰ ژوئن ۱۸۷۹ – ۱۱ ژوئن ۱۹۵۵) هنرپیشه و کارگردان نمایش اهل ایالات متحده آمریکا بود.
از فیلم‌ها یا برنامه‌های تلویزیونی که وی در آن نقش داشته است می‌توان به باد وحشی را درو کن، سابرینا، همه‌چیز درباره ایو، ولخرج، ۵ انگشت، گوژپشت نتردام، همه اینها به اضافه بهشت، جام نقره، سمبررو و پادشاه خانه‌به‌دوش اشاره کرد.